# Polymixia
Polymixia es un género de peces marinos actinopeterigios, el único no extinguido de la familia Polymixiidae, distribuidos por el océano Atlántico, océano Pacífico y océano Índico.

## Especies
Existen diez especies reconocidas en este género:
- Polymixia berndti Gilbert, 1905
- Polymixia busakhini Kotlyar, 1992
- Polymixia fusca Kotthaus, 1970
- Polymixia japonica Günther, 1877 - Barbudo japonés.
- Polymixia longispina Deng, Xiong and Zhan, 1983
- Polymixia lowei Günther, 1859 - Barbudo, Barbudo de lo alto o Cola de maguey.
- Polymixia nobilis Lowe, 1838 - Barbudo o Salmón de alto.
- Polymixia salagomeziensis Kotlyar, 1991
- Polymixia sazonovi Kotlyar, 1992
- Polymixia yuri Kotlyar, 1982